# 出戸浜駅
出戸浜駅（でとはまえき）は、秋田県潟上市天王字北野にある、東日本旅客鉄道（JR東日本）男鹿線の駅である。

## 歴史
- 1950年（昭和25年）7月25日：南秋田郡天王村に国鉄の出戸仮乗降場として開設[3][4]、切符の販売も行う。
- 1951年（昭和26年）12月25日：駅に昇格し、出戸浜駅として開業[2]。
- 1970年（昭和45年）10月1日：荷物扱いを廃止[5]。無人化[6][新聞 1]。
- 1985年（昭和60年）6月：旧駅舎が取り壊され、貨車を改造した駅舎が建てられる[新聞 2]。
- 1987年（昭和62年）4月1日：国鉄分割民営化により、JR東日本の駅となる[4]。
- 2006年（平成18年）2月：新駅舎完成。
- 2010年（平成22年）4月1日：追分駅から土崎駅に管理駅が変更となる。
- 2023年（令和5年）5月27日：ICカード「Suica」の利用が可能となる[報道 1][報道 2]。
- 2024年（令和6年）10月1日：えきねっとQチケのサービスを開始[1][報道 3]。

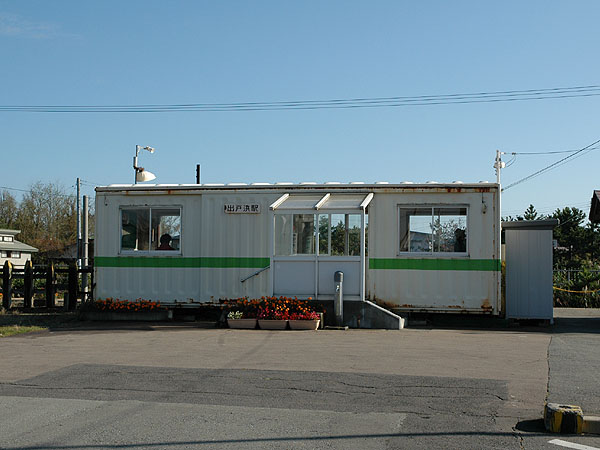
旧駅舎（2005年10月）

## 駅構造
単式ホーム1面1線を有する地上駅である。かつては相対式2面2線であり、旧上りホームが現在でも残っている。
土崎駅管理の無人駅である。簡易Suica改札機と乗車駅証明書発行機が設置されている。

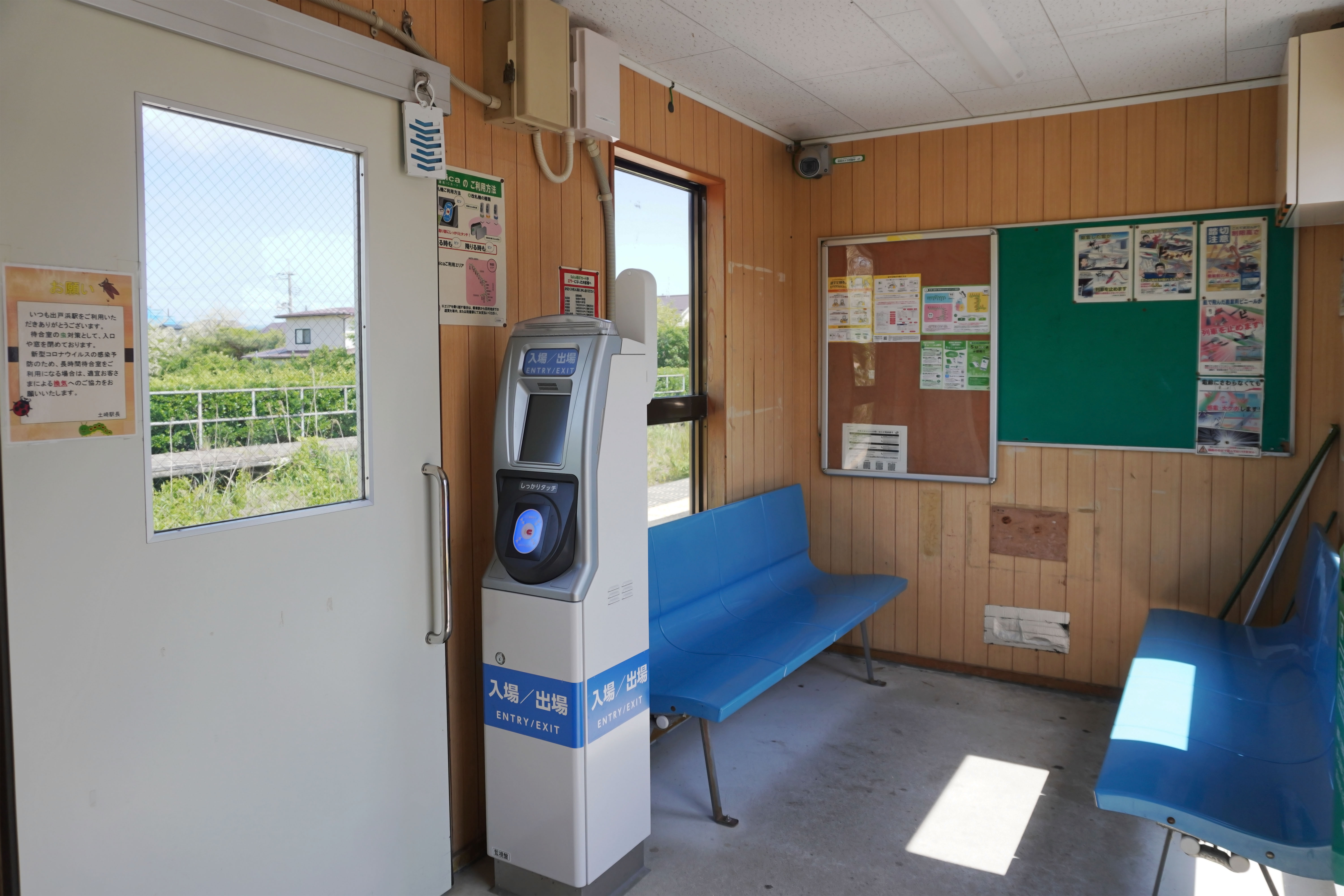
駅舎内（2024年5月）
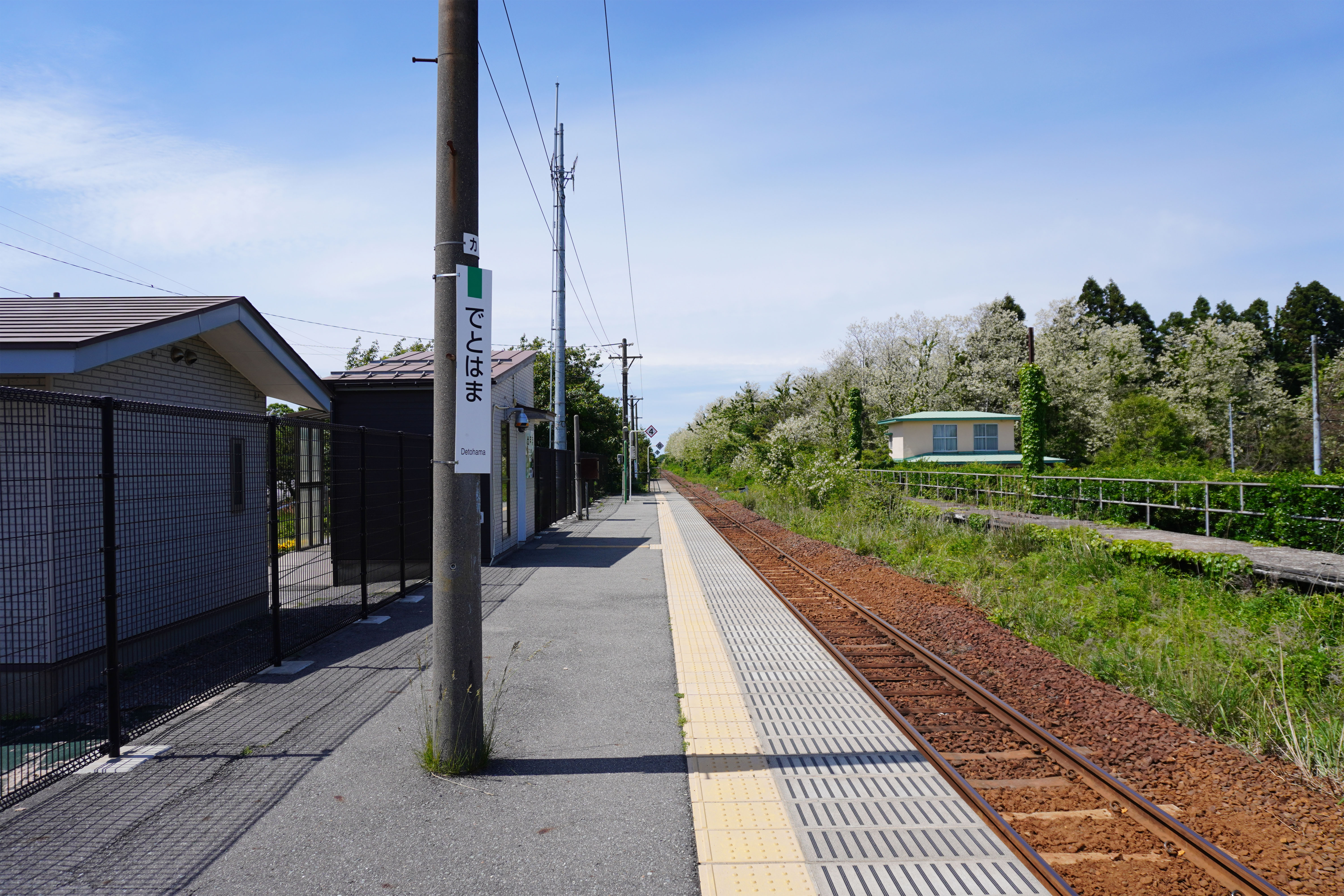
ホーム（2024年5月）

## 駅周辺
- 出戸浜海水浴場[新聞 2]
- 出戸浜簡易郵便局
- 潟上市立出戸小学校 出戸幼稚園
- 北日本自動車学校
- 秋田県道123号出戸浜停車場出戸浜線
- 秋田県道56号秋田天王線

## 隣の駅
東日本旅客鉄道（JR東日本）
■男鹿線
追分駅 - 出戸浜駅 - 上二田駅

### 報道発表資料
1. ↑  『2023年5月27日（土）北東北3エリアでSuicaがデビューします!』（PDF）（プレスリリース）東日本旅客鉄道盛岡支社・秋田支社、2022年12月12日。オリジナルの2022年12月12日時点におけるアーカイブ。2022年12月12日閲覧。
2. ↑  『北東北3県におけるSuicaご利用エリアの拡大について 〜2023年春以降、青森・岩手・秋田の各エリアでSuicaをご利用いただけるようになります〜』（PDF）（プレスリリース）東日本旅客鉄道、2021年4月6日。オリジナルの2021年4月6日時点におけるアーカイブ。2021年4月6日閲覧。
3. ↑  『Suicaエリア外もチケットレスで! 東北エリアから「えきねっとQチケ」がはじまります』（PDF）（プレスリリース）東日本旅客鉄道、2024年7月11日。オリジナルの2024年7月11日時点におけるアーカイブ。2024年8月11日閲覧。

### 新聞記事
1. 1 2  「無人駅 男鹿線出戸浜駅」『秋田魁新報』秋田魁新報社、1975年11月21日、夕刊、3面。
2. 1 2  「出戸浜駅 貨車改造のリサイクル駅舎（フォト秋田 駅：28）」『朝日新聞』朝日新聞社、1998年2月18日、朝刊、東京地方版／秋田。